# Touring Club Suisse

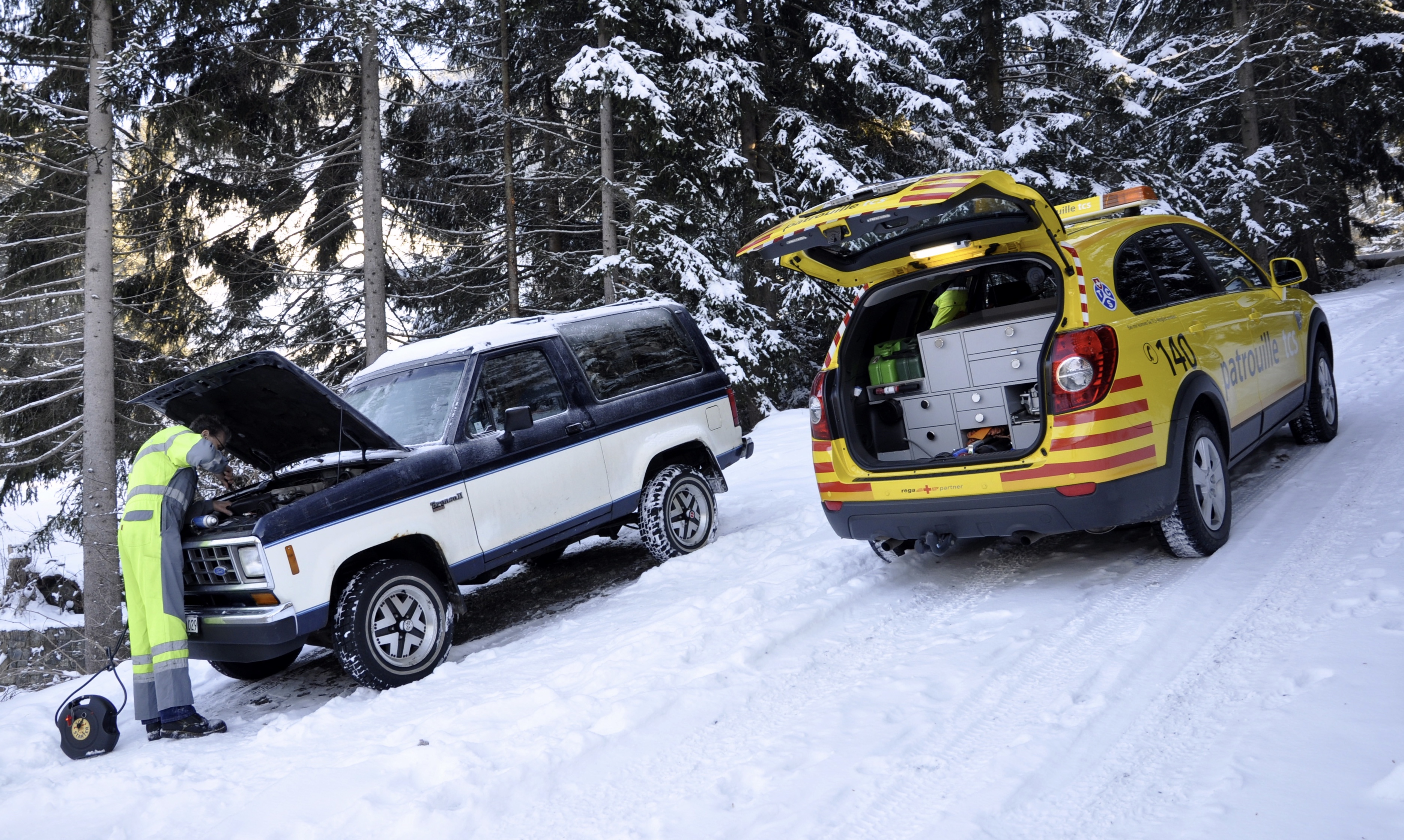
Une voiture de patrouille TCS pendant une intervention.

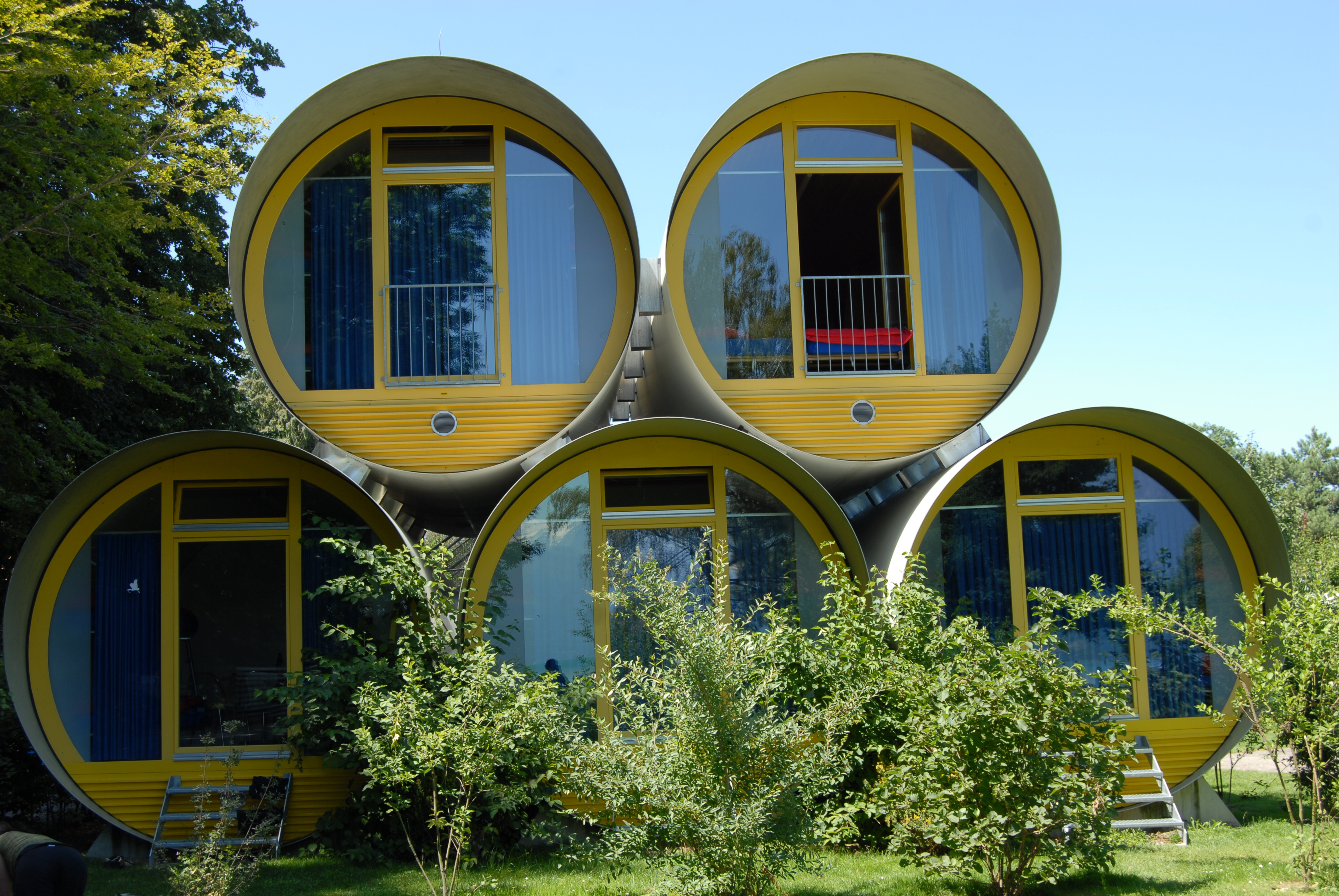
Camping TCS Lac de Thoune à Thoune-Gwatt.

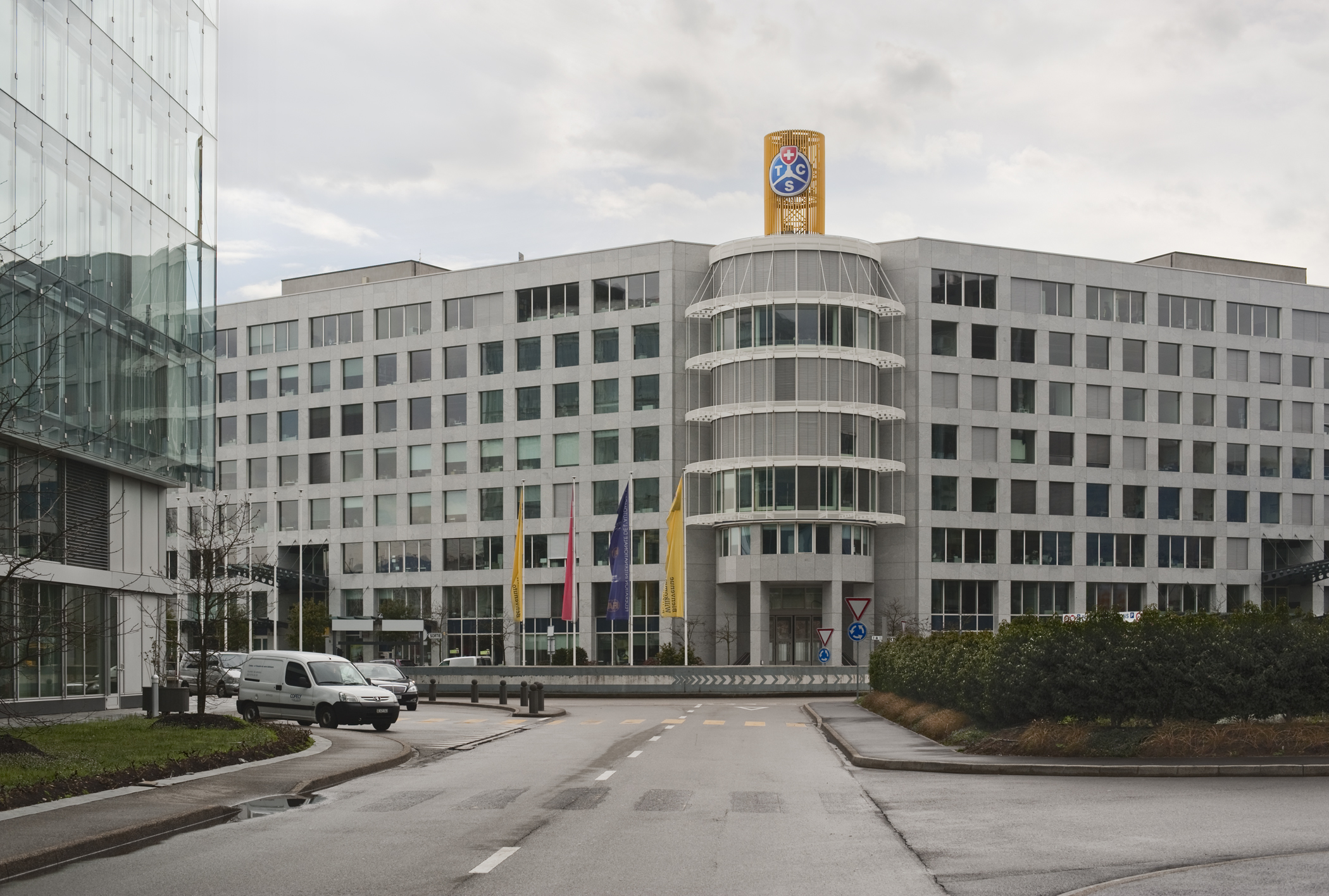
Siège du TCS à Vernier.

Le Touring Club Suisse (TCS) est une association suisse de défense de l'automobile, qui compte plus de 1,6 million de membres en 2024.
Son but social est de « sauvegarder les droits et les intérêts de ses sociétaires dans la circulation routière et dans le domaine de la mobilité en général » et de « favoriser la réalisation de leurs aspirations en matière de tourisme ».

## Histoire
Le TCS est une association à but non lucratif fondée à Genève le 1er septembre 1896 par 38 cyclistes dans le but de développer le tourisme vélocipédique,. En 1911, une section consacrée aux automobiles est créée ; elle prend rapidement une place dominante au sein de l'association. À partir de 1920, il crée des sections dans les différentes régions du pays. Le nombre de membres progresse rapidement avec l'augmentation du nombre de voitures, passant de 120 000 en 1950 à 1,2 million en 1990 et 1,4 million en 2000.
L'arrivée de mouvements écologistes dès la fin des années 1970, et notamment de l'Association transports et environnement, pousse le TCS à se rapprocher des partis de droite pour défendre les intérêts des automobilistes. Il est souvent en accord avec le Parti des automobilistes.
Le TCS est membre de la Fédération internationale de l'automobile. Il est souvent présenté dans les médias comme une composante du lobby routier en Suisse,,,,.

## Activités
Fondée par des cyclistes, le TCS est aujourd'hui centré sur l'automobile. Elle est généralement considérée comme une association de défense de l'automobile, avec Autosuisse.

### Assurance
En 1958, le TCS lance le livret ETI, une couverture d'assurance pour les voyages à l'étranger.

### Formation
En 2007, le TCS crée la société anonyme « Académie de la mobilité », dont l'objet social est de proposer des formations dans les domaines de l'énergie, de la technique, de la politique de sécurité routière, de l'économie, de l'environnement et de l'aménagement du territoire.

### Patrouilles
Le TCS compte quelque 200 patrouilleurs. En 2023, le service de dépannage a effectué plus de 358 300 interventions sur les routes suisses.

### Secours d'urgence
En 2021, le Touring Club Suisse et Aevis Victoria (de) créent TCS Swiss Ambulance Rescue, qui devient le plus grand réseau de secours d’urgence en Suisse.